# Frank and Ollie
Frank and Ollie és un documental de 1995 sobre la vida i la carrera de Frank Thomas i Ollie Johnston, dos animadors principals que havien treballat a Walt Disney Animation Studios des dels seus primers anys fins a la seva jubilació a finals de la dècada de 1970.
Va ser dirigit, produït i escrit per Theodore Thomas, fill de Frank Thomas. També entrevista una sèrie d'altres figures importants del negoci de l'animació sobre la influència de Frank i Ollie en l'animació moderna, i sobre la seva amistat personal.

## Estrena
La pel·lícula es va projectar per primera vegada al Festival de Cinema de Sundance el gener de 1995, abans d'obtenir una estrena limitada a les sales a l'octubre.

### Mitjans domèstics
La pel·lícula va rebre una estrena limitada en sales i VHS. No obstant això, el 2003, la pel·lícula es va publicar en un DVD d'edició especial, que inclou característiques com ara comentaris, 5.1 Dolby Digital Surround Sound, una featurette darrere de les escenes, imatges de les primeres animacions d'Ollie i Frank fetes a Disney, i algunes de les pel·lícules casolanes de Frank i Ollie, així com algunes escenes del tren live steam d'Ollie, extractes d'un programa de televisió de Disney.

### Streaming
Frank and Ollie stà disponible actualment per veure a demanda a través de Disney+.

## Argument
La pel·lícula consta principalment de les anècdotes de Frank Thomas i Ollie Johnston sobre les seves carreres com a animadorss durant la seva llarga estada als Walt Disney Studios, començant amb la seva contractació un parell d'anys abans de l'estrena de La Blancaneu i els set nans. Parlen dels èxits i dificultats dels estudis de Walt Disney al llarg de la seva carrera, inclosa la producció de les primeres obres de Disney com ara Pinotxo i Fantasia, disminució del negoci a causa de la Segona Guerra Mundial, la mort inesperada de Walt Disney el 1966 i la importància de l’èxit d'El llibre de la selva el 1967. Aquestes anècdotes estan marcades per imatges d'arxiu de diverses pel·lícules de Disney, així com entrevistes amb animadors contemporanis de Disney, historiadors de l'animació i entrevistes amb les dones de Frank i Ollie. També es mostren imatges de la vida quotidiana de Frank i Ollie a les seves cases properes a La Cañada Flintridge, Califòrnia.
Periòdicament a la pel·lícula, Frank o Ollie (normalment Ollie) representaran o descriuen una escena d'una pel·lícula de Disney que van animar i després mostraran l'escena de la pel·lícula. Això demostra la importància d'actuar en animació. Diverses de les seves anècdotes també tractaven sobre com altres animadors feien les seves escenes. La pel·lícula també parla de Disney's Nine Old Men, el personal superior de Walt Disney Studios. L'estimada maqueta de ferrocarril d'Ollie Johnston i el llibre Disney Animation: The Illusion of Life, escrit per Frank Thomas i Ollie Johnston, també tenen un lloc destacat a la pel·lícula.

## Recepció
Les ressenyes van ser generalment positives, amb una puntuació del 88% de Rotten Tomatoes.